# Gävle
Gävle je grad u središnjoj Švedskoj na obali Botničkog zaljeva u županiji Gävleborg.

## Stanovništvo
Prema podacima o broju stanovnika iz 2005. godine u gradu živi 68.700 stanovnika.

## Poznate osobe
- Valborg Werbeck-Svärdström, operna pjevačica i istaknuta vokalna pedagoginja

## Vanjske poveznice
- Službena stranica grada  Arhivirana inačica izvorne stranice od 2. prosinca 2020. (Wayback Machine)

### Ostali projekti
|  | Zajednički poslužitelj ima još gradiva o temi Gävle |